# 亞利桑德羅·加斯曼
亞利桑德羅·加斯曼（義大利語：Alessandro Gassmann，1965年2月24日—），義大利男演員及導演。知名作品如電影《土耳其浴室》（1997年）、法國動作片《玩命快遞2》（2005年），以及自編自導自演的驚悚片《雜種》（2012年）。他也是Act Multimedia電影城的代理導師。

## 早年
加斯曼生於羅馬，是義大利演員维托里奥·加斯曼和法國演員朱丽叶·迈尼埃尔的兒子。他本身擁有義大利、德國、猶太和法國血統。

## 外部連結
- 亞利桑德羅·加斯曼在互联网电影资料库（IMDb）上的資料（英文）